# Alejandro Falla
Alejandro Falla (* 14. listopadu 1983, Cali, Kolumbie) je profesionální kolumbijský tenista hrající levou rukou. Dosud nevyhrál žádný turnaj ATP. V roce 2007 se probojoval do semifinále turnaje Grand Prix de Tennis de Lyon. Ve Wimbledonu 2006 porazil 9. nasazeného Nikolaje Davyděnka. Je členem kolumbijského Davis Cupového týmu. V sérii Futures získal 3 tituly, na turnajích Challengers zvítězil pětkrát. Celkově má na kontě osm vítězství na turnajích ITF. Nejvýše postavený na žebříčku ATP ve dvouhře byl na 48. místě (1. únor 2010).

## Finálové účasti na turnajích ATP World Tour (0)
Žádného finále na ATP se neúčastnil.

## Vítězství na turnajích ITF - dvouhra (8)
| Legenda         |
| Challengers (5) |
| Futures (3)     |

| Č. | Datum            | Turnaj       | Povrch | Finalista        | Výsledek         |
| 1. | 13. leden, 2003  | San Salvador | antuka | Jorge Aguilar    | 6–4, 6–4         |
| 2. | 26. květen, 2003 | Pereira, KOL | antuka | Thiago Alves     | 7–5, 6–3         |
| 3. | 13. říjen, 2003  | Bogotá       | antuka | Marco Mirnegg    | 7–5, 6–3         |
| 4. | 8. březen, 2004  | Bogotá       | antuka | Adrián García    | 4–6, 6–1, 6–2    |
| 5. | 29. březen, 2004 | Salinas      | tvrdý  | Gilles Müller    | 6–7(5), 6–2, 6–2 |
| 6. | 24. duben, 2006  | Bogotá       | antuka | André Sá         | 6–4, 6–2         |
| 7. | 20. září, 2009   | Cali         | antuka | Horacio Zeballos | 6–3, 6–4         |
| 8. | 18. říjen, 2009  | Rennes       | tvrdý  | Thierry Ascione  | 6–3, 6–2         |

## Davisův pohár
Alejandro Falla se zúčastnil 3 zápasů v Davisově poháru za tým Kolumbie s bilancí 18-2 ve dvouhře a 9-5 ve čtyřhře.

## Bilance na Grand Slamu - dvouhra
| Turnaj          | 2010 | 2009 | 2008 | 2007 | 2006 | 2005 | 2004 |
| --------------- | ---- | ---- | ---- | ---- | ---- | ---- | ---- |
| Australian Open | 3k   | A    | 2k   | A    | A    | A    | A    |
| French Open     |      | A    | 2k   | A    | 2k   | A    | 2k   |
| Wimbledon       |      | 1k   | 1k   | 2k   | 2k   | A    | 2k   |
| US Open         |      | 1k   | A    | A    | 2k   | A    | A    |

*A – turnaje se nezúčastnil